# Carinophloeus zairensis
Carinophloeus zairensis là một loài bọ cánh cứng trong họ Laemophloeidae. Loài này được Slipinski miêu tả khoa học năm 1981.